# 紅色蠟筆
紅色蠟筆（あかいくれよん），或稱之為紅色房間（あかいへや）。是屬於恐怖怪談類型的都市傳說。

## 概述
有一對夫婦買了一棟中古洋房， 那棟洋房通風良好日照充足交通方便，最重要的是擁有如此好的條件，房價卻十分便宜，因此那對夫妻很快的就搬進了那間屋子裡。
開始居住沒多久，老公在走廊發現了一隻紅色蠟筆。夫妻兩人並沒有孩子，老公雖然覺得很奇怪， 但是想說大概是上一任房客所留下來的吧，就隨手把蠟筆丟到垃圾桶裡去。
過幾天，這次換老婆在走廊上撿到了紅色蠟筆，老公不解的跟老婆說：「我明明把它給丟掉了啊？」 
這一次他還特地把蠟筆丟到外面的垃圾場去。
之後又過了幾天，兩夫妻再度在走廊發現了紅色蠟筆。這附近應該都沒有小孩子，而且這的確是同一隻紅色蠟筆，夫妻倆覺得很怪異，於是就開始調查紅色蠟筆掉落的附近。
一查之下，在附近一處牆壁上發現有水泥塗抹過的痕跡，於是夫妻倆就請工人來把牆壁敲開，裡面竟然是一間空無一物的小房間，飄著一股異臭。用手電筒照過去一看，房間的牆壁上被紅色蠟筆密密麻麻寫滿了「媽媽對不起放我出去」。

## 解說
這則怪談，是由伊集院光在廣播節目中所發表的(伊集院的興趣是「怪談的完全創作」)。因此、此篇與其他代表性的現代妖怪，如「裂口女」或「人面犬」、「廁所裡的花子」等發源地不祥的怪談不同，可以確認來源是其最大的特徵。
在聽過這怪談的聽眾中，有人將其當作自己的恐怖體驗而投稿至雜誌，於是此則怪談也通過「朋友的朋友」管道而擴大知名度，逐漸成為一則都市傳說。伴隨著都市傳說化而來的是不知道原創作者的人很多，伊集院光也談論過自己常在工作同事那裡聽到自己所創作的這則故事。